# Kirsebergs distrikt
Kirsebergs distrikt är ett distrikt i Malmö kommun och Skåne län. 
Distriktet ligger i centrala Malmö. 

## Tidigare administrativ tillhörighet
Distriktet inrättades 2016 och utgörs av en del av området som till 1971 utgjorde Malmö stad.
Området motsvarar den omfattning Kirsebergs församling hade 1999/2000 och fick 1949 efter utbrytning ur Malmö S:t Pauli församling.